# 요한 아모스 코메니우스

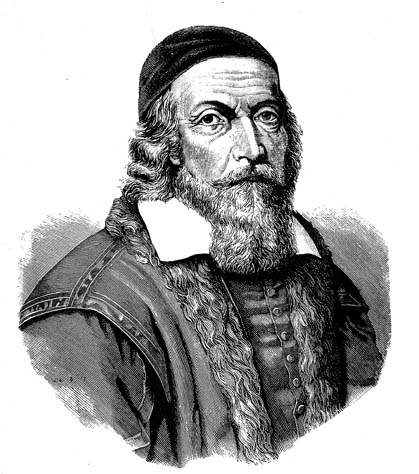
요한 아모스 코메니우스

요한 아모스 코메니우스(라틴어: Iohannes Amos Comenius, 체코어: Jan Amos Komenský 얀 아모스 코멘스키[*], 1592년 3월 28일 ~ 1670년 11월 15일)는 체코의 철학자, 신학자, 교육자이자 종교 개혁가이다.
근대 교육학의 선구자로 유럽 등지를 돌아다니면서 교육의 제도를 새롭게 바꾸는 데 노력하였다. 또한 세계 평화를 부르짖으며, 종교적인 새로운 교육학을 마련하였다. 보헤미아 형제단의 마지막 주교로, 생존시에 데카르트와 프랜시스 베이컨으로부터 유럽 최고의 지성으로 존경을 받았다. 그의 이름을 딴 코메니우스 대학교가 슬로바키아의 수도인 브라티슬라바에 있다.

## 생애

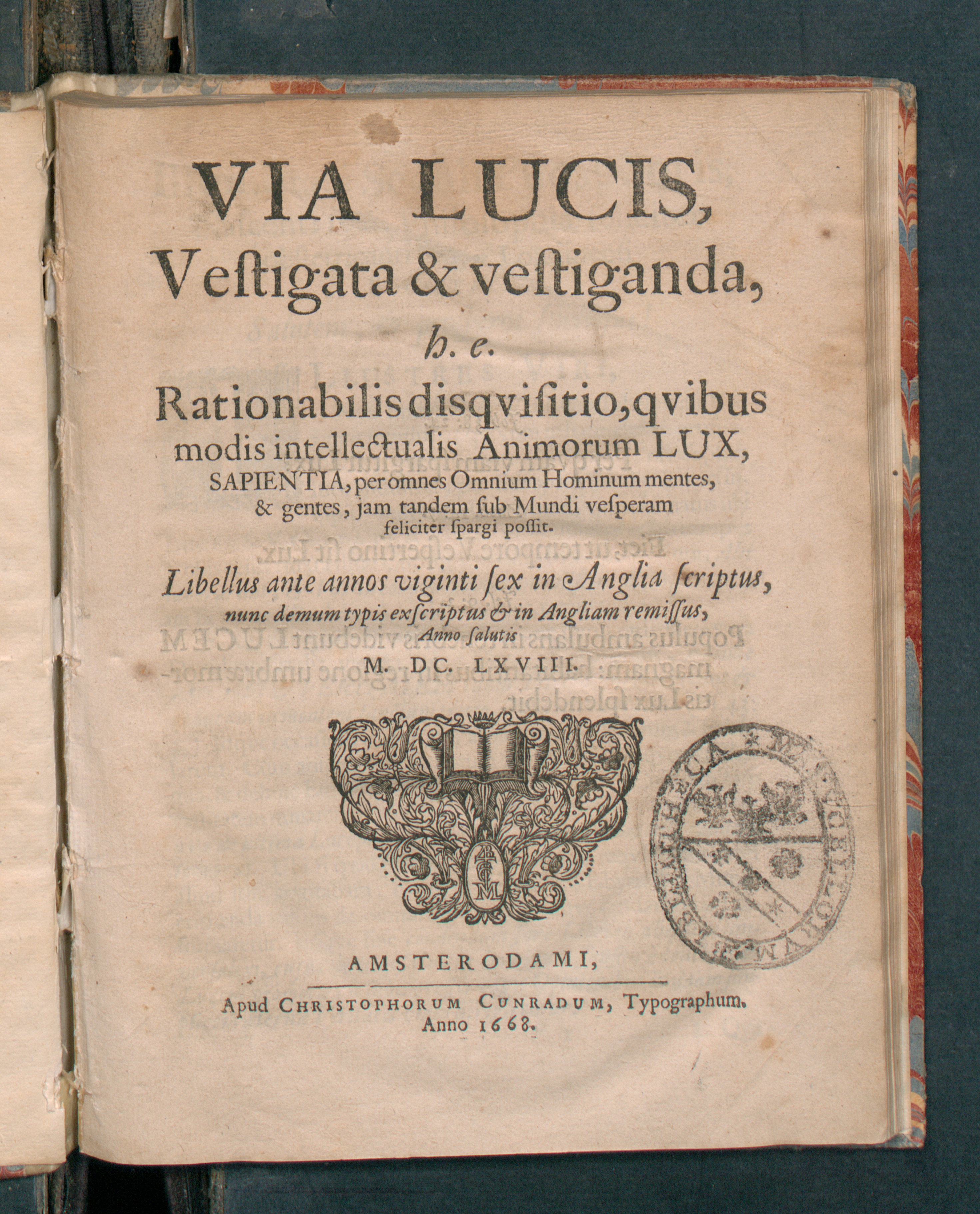
Via Lucis', 1668

1592년 보헤미아 모라바 지방에서 태어났다. 16세에 보헤미안 형제단(모라비안)에 소속된 문법학교에 입학, 뛰어난 재능을 인정받아 아모스(Amos; 지식의 사랑)이라는 별칭을 얻었다. 1611년 목사후보자로 추천받아 독일 헤르보른의 칼뱅주의 아카데미에서 공부하면서 프란시스 베이컨과 라트케의 사상을 접하였다.
1613년 하이델베르크 대학교에서 1년간 신학수업을 받은 후 모교인 문법학교에서 교사생활을 시작하였다. 1616년 24세의 나이로 풀네크 지방의 목사가 되었으나 30년 전쟁중 빌라 호라 전투에서 보헤미아의 개신교 군대가 가톨릭 군대에 패배하자 망명길에 올랐다. 1628년 폴란드에서 교단 동료와 합류하였고, 이후 42년간 유럽 각 나라의 초청을 받아 조국의 독립과 교육을 위한 활동을 펼쳤다. 1641년 영국 방문 중 하버드 대학교의 총장으로 초빙되었으나 거절하였다. 코멘스키는 체코 역사상 가장 존경 받는 애국자 중 한 사람으로서 망명지에서 그가 보인 조국 체코와 보헤미안 형제단을 향한 뜨거운 충정은 눈물겨울 정도였다. 1656년 암스테르담으로 이주하여 저술 및 교회활동에 전념하다가 1670년 사망했다.

## 교육 사상
세계를 하나의 조화체로 보고 그에 대한 통합적 지식을 역설한 범지학(汎知學)사상과 실물을 통한 감각적 경험을 중시한 감각적 실학주의로 요약된다. 이런 생각을 바탕으로 최초의 그림책인 《세계도회 (Orbis Pictus)》를 펴냈으며 《대교수학 (Didactica magna)》에서 교육의 단계를 6년 주기의 4단계로 제시하였다. 또한 그는 보편교육을 주장하기도 하였다.

## 문학 세계

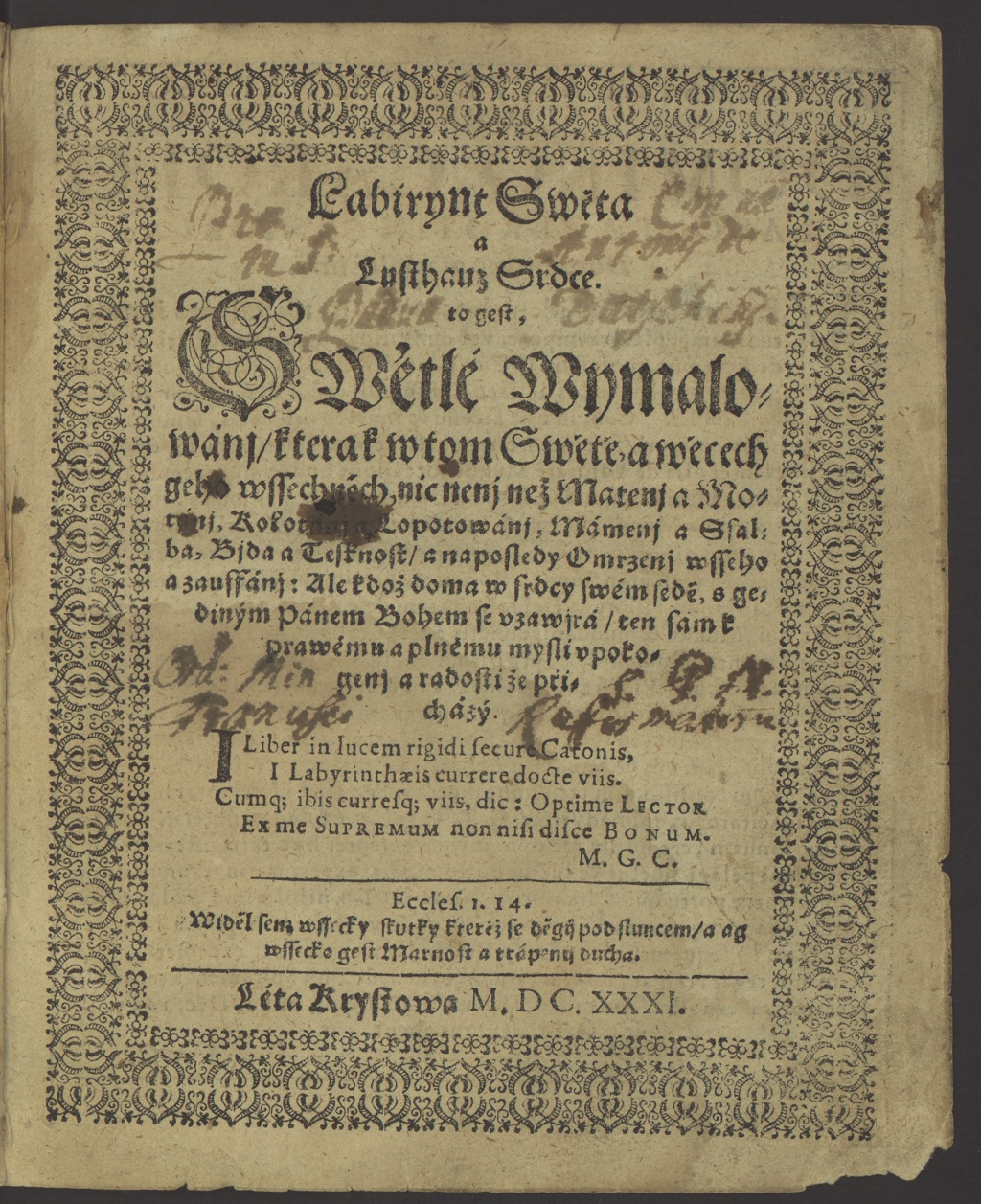
세상의 지옥과 마음의 천국

체코 휴머니즘과 종교개혁의 종합을 완성하고 체코 바로크 문학의 진수를 보여주고 있는 코멘스키 문학의 걸작은 《세상의 지옥과 마음의 천국(Labyrinth of the World and Paradise of the Heart) 》이다. 이 작품은 조너선 스위프트의 《걸리버 여행기》와 존 버니언의 《천로역정》과 더불어 중세 알레고리 문학의 걸작으로 간주되고 있는데, 생생한 현실감, 뛰어난 성격 묘사, 차원 높은 아이러니와 기지 넘치는 풍자가 돋보이며, 중세 체코 문학의 여러 가지 특징들이 잘 드러나 있는 체코 문학의 기념비적인 작품이다. 이밖에 《죽어가는 우리들의 어머니 체코 형제 교단의 유언》또한 체코 바로크 문학의 걸작으로서 조국의 독립과 해방을 위한 그의 충정이 생생하게 드러나 있다.

## 주요 저서
- 《대교수학》
- 《세계도회》
- 《어학 입문》
- 《최신 언어 교수법》
- 《빛의 길》
- 《자연학개론》

## 참고 문헌
- 《세계최초의 그림교과서》, 남혜승 옮김, 씨앗을 뿌리는 사람